# RAN (漫画家)
RAN（らん、1982年1月3日 - ）は、日本の漫画家。新潟県出身。敬和学園高等学校出身。日本アニメ・マンガ専門学校卒業。2003年、『陸上防衛隊まおちゃん』でデビュー。

## 作品リスト

### 漫画
- 『陸上防衛隊まおちゃん』講談社〈講談社コミックス〉全4巻（原作：赤松健、『マガジンSPECIAL』2003年4月号 - 2004年10月号） - デビュー作[1]、初連載作[1]。
- 『メイド戦記』講談社〈シリウスKC〉全9巻（『月刊少年シリウス』2007年6月号 - 2011年4月号[4]）
- 『星刻の竜騎士』メディアファクトリー〈MFコミックス アライブシリーズ〉全13巻（原作：瑞智士記、キャラクター原案：〆鯖コハダ、『月刊コミックアライブ』2011年6月号[5] - 2017年1月号）
- 『夜縛◆夜明曲』KADOKAWA〈MFコミックス アライブシリーズ〉全9巻（『月刊コミックアライブ』2017年7月号[6] - 2022年3月号）
  1. 2017年10月23日発売[7][8]、ISBN 978-4-04-069304-0
  2. 2018年4月23日発売[9]、ISBN 978-4-04-069837-3
  3. 2018年11月21日発売[10]、ISBN 978-4-04-065175-0
  4. 2019年6月22日発売[11]、ISBN 978-4-04-065760-8
  5. 2020年1月23日発売[12]、ISBN 978-4-04-064240-6
  6. 2020年7月20日発売[13]、ISBN 978-4-04-064702-9
  7. 2021年1月21日発売[14]、ISBN 978-4-04-680149-4
  8. 2021年7月21日発売[15]、ISBN 978-4-04-680540-9
  9. 2022年2月22日発売[16]、ISBN 978-4-04-681022-9
- 『女神敗北 転生のヴァラノワ』KADOKAWA〈アライブプラス〉既刊4巻（『月刊コミックアライブ』2023年2月号[17] - 連載中）
  1. 2023年7月28日発売[18]、ISBN 978-4-04-811233-8
  2. 2024年1月26日発売[19]、ISBN 978-4-04-811269-7
  3. 2024年9月28日発売[20]、ISBN 978-4-04-811319-9
  4. 2025年5月28日発売[21]、ISBN 978-4-04-811497-4

### その他
- ヒナタノアリカ（小説、『メカビvol.02』掲載、作者：久弥直樹）イラスト

## 出演
- ワンダフル新潟人!（2007年8月6日 BSN新潟放送）[要出典]